# Liste der Monuments historiques in Tourcoing
Die Liste der Monuments historiques in Tourcoing führt die Monuments historiques in der französischen Gemeinde Tourcoing auf.

## Liste der Bauwerke
| Bezeichnung                         | Beschreibung | Standort                              | Kennzeichnung | Schutzstatus | Datum | Bild           |
| ----------------------------------- | ------------ | ------------------------------------- | ------------- | ------------ | ----- | -------------- |
| Bank Joire                          |              | 49, rue de Lille (Lage)               | PA59000039    | Inscrit      | 1998  |                |
| Bourloire La Concorde               |              | 2, rue de Seclin (Lage)               | PA59000102    | Inscrit      | 2003  |                |
| Bourloire Notre-Dame de Consolation |              | 101, rue du Pont-de-Neuville (Lage)   | PA59000101    | Inscrit      | 2003  |                |
| La Nouvelle Bourloire               |              | 98, rue de Dunkerque (Lage)           | PA59000098    | Inscrit      | 2003  |                |
| Bourloire Saint-Charles             |              | 27, rue de Strasbourg (Lage)          | PA59000097    | Inscrit      | 2003  |                |
| Bourloire Saint-Christophe          |              | 36, rue du Moulin-Fagot (Lage)        | PA59000096    | Inscrit      | 2003  |                |
| Bourloire Saint-Éloi                |              | 71, rue de Riez (Lage)                | PA59000100    | Inscrit      | 2003  | weitere Bilder |
| Bourloire Saint-Louis               |              | 109, rue Ingres (Lage)                | PA59000103    | Inscrit      | 2003  |                |
| Bourloire Saint-Raphaël             |              | 443, rue des Trois-Pierres (Lage)     | PA59000099    | Inscrit      | 2003  |                |
| Kirche Notre-Dame-des-Anges         |              | 73 bis, rue Nationale (Lage)          | PA00107836    | Inscrit      | 1981  | weitere Bilder |
| Kirche St-Christophe                |              | Rue de Tournai (Lage)                 | PA00107837    | Inscrit      | 1981  | weitere Bilder |
| Bahnhof                             |              | (Lage)                                | PA00107838    | Inscrit      | 1984  | weitere Bilder |
| Krankenhaus                         |              | Rue Léon-Salembien (Lage)             | PA00107839    | Inscrit      | 1981  | weitere Bilder |
| Hôtel de Ville                      |              | Place Victor-Hassebroucq (Lage)       | PA00107840    | Inscrit      | 1981  | weitere Bilder |
| Maison Vendeveegaete                |              | 33, rue Pasteur (Lage)                | PA59000072    | Inscrit      | 2001  |                |
| Monument de la Victoire             |              | Place de la Victoire (Lage)           | PA59000143    | Inscrit      | 2009  | weitere Bilder |
| Palais Vaissier                     |              | 2, 8, 20 rue de Mouvaux (Lage)        | PA00107841    | Inscrit      | 1988  | weitere Bilder |
| Pavillons Métropole de Jean Prouvé  |              | 97, 99 rue du Général-Marchand (Lage) | PA00135490    | Inscrit      | 1995  |                |
| Tissage Louis Lepoutre              |              | 156, chaussée Pierre-Curie (Lage)     | PA59000063    | Inscrit      | 2000  | weitere Bilder |

## Liste der Objekte
- Monuments historiques (Objekte) in Tourcoing in der Base Palissy des französischen Kultusministeriums